# Кумма, Александр Владимирович
Алекса́ндр Влади́мирович Ку́мма (4 августа 1929 — 23 октября 2011) — советский писатель и сценарист-мультипликатор.

## Биография
Родился 4 августа 1929 года. В 1952 году окончил отделение русского языка и литературы Московского педагогического института имени Потёмкина, четыре года спустя — отделение физкультуры и спорта.
Автор сценариев более чем к двадцати мультфильмам, в числе которых — классика отечественной мультипликации «Шайбу! Шайбу!», серия «Волшебник Изумрудного города».
Был автором сказок «Вторая тайна золотого ключика: Новые приключения Буратино и его друзей» (совместно с С. В. Рунге), «Ленивый Вареник», «В гостях у солнечного зайчика».
В 1957—1958 годах работал преподавателем физкультуры в спортивных обществах «Строитель» и «Зенит», в 1958 году пришёл работать в Главное управление цирков драматургом. В 1958—1959 годах работал спортивным обозревателем журнала «Советская женщина», в 1959—1964 годах сотрудничал с журналами «Смена», «Пионер», «Весёлые картинки», «Молодая гвардия» и другими. Одновременно писал сценарии для мультфильмов, преимущественно в соавторстве с С. В. Рунге.
В мультипликации работал с режиссёрами Б. П. Дёжкиным, В. М. Котёночкиным, Л. И. Мильчиным и другими.
Являлся членом Союза кинематографистов и Профессионального комитета московских драматургов.

## Фильмография

### Сценарист
- 1960 — «Железные друзья»
- 1961 — Мук (Мультипликационный крокодил) № 6
- 1962 — Живые цифры
- 1963 — Мы такие мастера
- 1963 — Свинья-копилка
- 1963 — Снежные дорожки
- 1963 — Весёлый художник
- 1964 — Кто поедет на выставку?
- 1964 — Шайбу! Шайбу!
- 1965 — Где я его видел?
- 1965 — Чьи в лесу шишки?
- 1966 — Агент Г.С.
- 1967 — Четверо с одного двора
- 1968 — Матч-реванш
- 1968 — Светлячок № 8
- 1973 — Корабль старого моряка
- 1973 — Вы купили зонтик?
- 1974 — Футбольные звёзды
- 1974 — Волшебник Изумрудного города 1 — 10 серии

### Автор текста
- 1964 — Следы на асфальте